# Alpha Real Estate
Die Alpha Real Estate Holding ist ein 2013 gegründetes deutsches Immobilienunternehmen mit Sitz in Mannheim.

## Unternehmen
Alpha Real Estate verwaltet rund 3.500 Wohneinheiten. Das Unternehmen deckt die gesamte Wertschöpfungskette vom Kauf einer Immobilie über das Immobilien-Management bis zum Verkauf ab.

## Unternehmensstruktur

### Rechtsform
Die Alpha Real Estate ist eine deutsche GmbH. Sie ist im Handelsregister des Amtsgerichts Mannheim eingetragen. Der Gegenstand des Unternehmens ist gemäß Satzung der Erwerb und die Verwaltung von Vermögen und die Beteiligung an anderen Gesellschaften, insbesondere an Gesellschaften, die den Erwerb von Grundbesitz und dessen Entwicklung, Verwaltung und Verwertung zum Gegenstand haben, sowie die Wahrnehmung von Leitungs- und Managementfunktionen.

### Organisation
Das Dach bildet die Alpha Real Estate Holding, die zentrale Finanz- und Managementaufgaben, wie Personalverwaltung, Kommunikation, Finanzierung und Asset Management, wahrnimmt.
Die Immobilien des Konzerns sind in den Asset-Gesellschaften zusammengefasst.

### Mitgliedschaften
- Institut für Corporate Governance (ICG) in der deutschen Immobilienwirtschaft[4]
- Zentraler Immobilien Ausschuss e.V. (ZIA)[5]

## Insolvenz
Am 27. November 2023 meldet die Alpha Real Estate Holding beim Amtsgericht Mannheim AZ 4 IN 2355/23 Insolvenz an. Die Insolvenz wird vorläufig in Eigenverwaltung durchgeführt. Als Sachverwalter wird Herr Rechtsanwalt Jens Lieser mit Sitz in Mannheim bestellt. Von der Insolvenz ebenfalls betroffen ist die Alpha Property Management sowie einige Projektgesellschaften.
CEO Peter Buhrmann schied mit Wirkung zum 27. November 2023 aus dem Unternehmen aus.

## Auszeichnungen
- 2023: 2. Platz des FOCUS BUSINESS Wachstumschampion 2022 in der Kategorie „Grundstück und Wohnungswesen (Immobilien)“[7]
- 2022: 6. Platz des FOCUS BUSINESS Wachstumschampion 2022 in der Kategorie „Grundstück und Wohnungswesen (Immobilien)“[8]
- 2021: 254. Platz im Ranking der Financial Times „FT1000 Fastest Growing Companies Europe 2021“[9]
- 2021: 2. Platz des MLP Service Awards in der Kategorie Immobilien[10]
- 2020: 253. Platz im Ranking der Financial Times „FT1000 Fastest Growing Companies Europe 2020“[11]

## Belege
1. ↑  https://www.bundesanzeiger.de/ Alpha Real Estate Holding GmbH Mannheim Konzernabschluss zum Geschäftsjahr vom 01.01.2021 bis zum 31.12.2021
2. ↑  Unternehmensregister. Abgerufen am 22. Februar 2021.
3. ↑  Mitglieder. In: Institut für Corporate Governance. Abgerufen am 22. Februar 2021 (deutsch).
4. ↑  Mitgliedsunternehmen und Mitgliedsverbände | ZIA – Zentraler Immobilien Ausschuss. Abgerufen am 22. Februar 2021.
5. ↑  Alpha Real Estate geht in die Insolvenz, Immobilienzeitung, 30. November 2023
6. ↑  GRUNDSTÜCK UND WOHNUNGSWESEN (IMMOBILIEN) in Deutschland 2023. In: Fokus Business. BurdaVerlag Data Publishing GmbH, abgerufen am 24. Januar 2023.
7. ↑  Wachstumschampions Grundstück und Wohnungswesen (Immobilien) Deutschland – Empfohlen von FOCUS. Abgerufen am 16. November 2021.
8. ↑  Maxine Kelly: FT 1000: the fifth annual list of Europe’s fastest-growing companies. Abgerufen am 30. März 2021.
9. ↑  MLP verleiht Awards an Produktpartner. Abgerufen am 30. März 2021.
10. ↑  Maxine Kelly: FT 1000: the fourth annual list of Europe’s fastest-growing companies. 2. März 2020, abgerufen am 9. Februar 2021 (britisches Englisch).